# Premier League Malti 2004-2005
L'edizione 2004-2005 della Premier League maltese (MIA Premier League per motivi di sponsorizzazione) è stata la novantesima edizione della massima serie del campionato maltese di calcio. Il titolo è stato vinto dallo Sliema Wanderers per la terza volta consecutiva.

## Classifica prima fase
|    | Classifica         | G  | V  | N | P  | GF | GS | Dif | Pt | Pt detratti | Pt 2ª fase |
| -- | ------------------ | -- | -- | - | -- | -- | -- | --- | -- | ----------- | ---------- |
| 1  | Sliema Wanderers   | 18 | 13 | 3 | 2  | 33 | 15 | +16 | 42 | 21          | 21         |
| 2  | Valletta           | 18 | 11 | 3 | 4  | 42 | 26 | +16 | 36 | 18          | 18         |
| 3  | Hibernians         | 18 | 10 | 6 | 2  | 34 | 22 | +12 | 36 | 18          | 18         |
| 4  | Birkirkara         | 18 | 9  | 5 | 4  | 44 | 25 | +19 | 32 | 16          | 16         |
| 5  | Marsaxlokk         | 18 | 7  | 5 | 6  | 32 | 23 | +9  | 26 | 13          | 13         |
| 6  | Floriana           | 18 | 6  | 6 | 6  | 21 | 22 | -1  | 24 | 12          | 12         |
| 7  | Pietà Hotspurs     | 18 | 5  | 4 | 9  | 34 | 33 | +1  | 19 | 9           | 10         |
| 8  | Msida Saint-Joseph | 18 | 4  | 6 | 8  | 27 | 34 | -7  | 16 | 8           | 8          |
| 9  | St. Patrick        | 18 | 2  | 3 | 13 | 17 | 45 | -28 | 9  | 4           | 5          |
| 10 | Lija Athletic      | 18 | 2  | 1 | 15 | 10 | 49 | -39 | 7  | 3           | 4          |

### Verdetti prima fase
Accedono ai playoff campionato:

Sliema Wanderers, Valletta, Hibernians, Birkirkara, Marsaxlokk, Floriana 

Accedono ai playoff retrocessione

Pietà Hotspurs, Msida Saint-Joseph, St. Patrick, Lija Athletic

## Classifiche seconda fase

### Playoff campionato
|   | Classifica       | G  | V  | N  | P  | GF | GS | Dif | Pt |
| - | ---------------- | -- | -- | -- | -- | -- | -- | --- | -- |
| 1 | Sliema Wanderers | 28 | 18 | 7  | 3  | 47 | 23 | +24 | 40 |
| 2 | Birkirkara       | 28 | 15 | 9  | 4  | 69 | 36 | +33 | 38 |
| 3 | Hibernians       | 28 | 14 | 11 | 3  | 49 | 32 | +17 | 35 |
| 4 | Valletta         | 28 | 16 | 4  | 8  | 57 | 41 | +16 | 34 |
| 5 | Marsaxlokk       | 28 | 8  | 6  | 14 | 41 | 47 | -6  | 17 |
| 6 | Floriana         | 28 | 7  | 7  | 14 | 28 | 39 | -11 | 16 |

### Playoff retrocessione
|    | Classifica         | G  | V | N | P  | GF | GS | Dif | Pt |
| -- | ------------------ | -- | - | - | -- | -- | -- | --- | -- |
| 7  | Pietà Hotspurs     | 24 | 8 | 5 | 11 | 44 | 38 | +6  | 20 |
| 8  | Msida Saint-Joseph | 24 | 7 | 8 | 9  | 38 | 41 | -3  | 19 |
| 9  | St. Patrick        | 24 | 5 | 3 | 16 | 27 | 56 | -29 | 14 |
| 10 | Lija Athletic      | 24 | 3 | 2 | 19 | 13 | 60 | -47 | 8  |

## Verdetti finali
- Sliema Wanderers Campione di Malta 2004-2005
- St. Patrick e Lija Athletic retrocesse.